# Terremoto de Dingxiang de 1038
El terremoto de Dingxiang de 1038 devastó la actual provincia de Shanxi, en el norte de China, el día 9 de enero. Al menos 32.300 personas murieron en toda la provincia cuando un terremoto de magnitud Ms 7,25 sacudió los condados de Dingxiang y Xinxian.  En Xinzhou, alrededor de  19.742 personas murieron y 5.655 resultaron heridas. También perecieron más de 50.000 cabezas de ganado. En el condado de Guoxian murieron alrededor de 759 personas y en la actual Taiyuan murieron unas 1.890 personas. 

## Geología
La zona de falla de Xizhoushan, un sistema de fallas por deslizamiento dentro del sistema de fallas de Shanxi, puede haber sido responsable del terremoto. Los estudios de campo indican que ocurrieron al menos tres terremotos a lo largo de la falla durante el Holoceno, siendo el evento más reciente posiblemente el terremoto de 1038. Esta falla delimita las montañas Xizhoushan y la cuenca Xinding dentro del sistema de fallas. Las estimaciones de la tasa de deslizamiento lateral derecho varían entre 5.86–5.22 mm por año hasta un mínimo de 2 mm por año durante el Holoceno. Al menos 60 kilómetros de ruptura superficial a lo largo de la falla se asoció con el terremoto.  El desencadenamiento de terremotos en el sistema de fallas puede haberse debido a los efectos combinados de la transferencia de tensión de Coulomb y la tensión tectónica de largo plazo. En el caso del terremoto que ocurrió en el año 1038, fue promovido por la transferencia de estrés de un terremoto anterior de Ms 7,5 en el año 512, que a su vez puede haber sido promovido por un terremoto de magnitud Ms 6,5 cerca de Taiyuan en 1102.